# (11422) Alilienthal
(11422) Alilienthal (1999 LD7) – planetoida z pasa głównego asteroid okrążająca Słońce w ciągu 4,07 lat w średniej odległości 2,55 j.a. Odkryta 10 czerwca 1999 roku.